# 佩拉德普尔邦加尔
佩拉德普尔邦加尔（Pehlad Pur Bangar），是印度德里North West县的一个城镇。总人口10548（2001年）。

## 人口
该地2001年总人口10548人，其中男性5938人，女性4610人；0—6岁人口1758人，其中男980人，女778人；识字率68.93%，其中男性为75.53%，女性为60.43%。